# San Félix de Arce
San Félix de Arce es una localidad española perteneciente al municipio de Cabrillanes (tradicionalmente Babia Alta, de Arriba, o de Suso) en la comarca de Babia, provincia de León. 

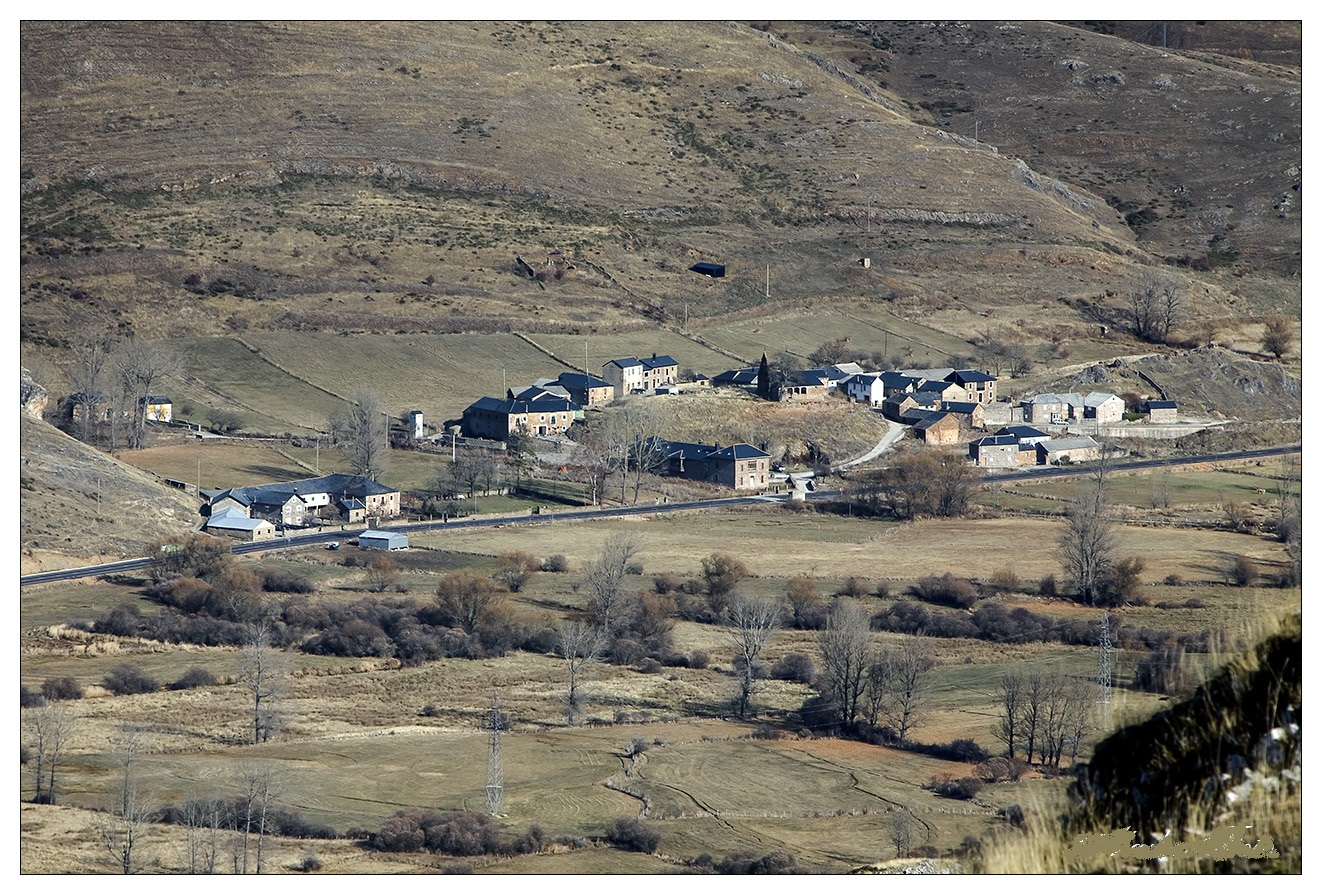
Vista panorámica de San Félix

## Geografía
Localizado en la parte occidental leonesa de la cordillera Cantábrica. Se halla a 1.281 metros de altitud, en el valle fluvial del río Luna, a poca distancia del curso fluvial. Forma parte de la Reserva de la Biosfera de Babia (Elemento de la RB Gran Cantábrica).
El pueblo se emplaza en torno a un otero circular donde se encuentran la iglesia y un árbol. Tiene como agregadas a poca distancia, las dos únicas casas que han quedado del antiguo pueblo de Ceredina, y la casona de Vildeo (Bildeo).

## Toponimia
El nombre de la población viene determinado por la combinación de un hagiotopónimo ("San Félix"), en honor a la iglesia parroquial consagrada al santo homónimo, y un fitopónimo ("de Arce"), debido a la presencia continua desde tiempos inmemoriables de un árbol plantado en el otero que domina el pueblo. Este árbol es por tanto, un arce o plágano. San Félix de Arce, que no “de Babia”, tiene esta peculiaridad, no porta el nombre de la comarca en su denominación oficial como la mayoría de los pueblos vecinos.

## Historia
El otero con el arce como elemento central, es un posible recuerdo de las primeras culturas precristianas. En este lugar se celebraba antiguamente el concejo abierto de Babia Alta.
En el concejo o asamblea de todos los vecinos se tomaban las decisiones que afectan a la comunidad, como son las de aprovechamiento de pastos comunes, arreglo de caminos y senderos, repoblación forestal en terrenos comunales, limpieza de calles, presas y canales de riego, arreglo de iglesias y cementerios. Esta asamblea o concejo era la máxima autoridad. Aquí sí que se aplicaba aquello de "voz del pueblo, voz del cielo". En este sentido escribía León Martín Granizo en 1929: "todavía perdura una serie de normas jurídicas con las que aún hoy en día podría formarse un verdadero cuerpo de doctrina legal -regularización de los riegos, seguros mutuos para el ganado que se desgracia, fórmulas privativas para el otorgamiento de documentos importantes, testamentos, contratos y particiones de herencias...", de forma que "si se perdieran todas las leyes de España, continuarían los leoneses haciendo vida regular, al amparo de sus costumbres". Y el mismo autor afirma que "la raíz de todas estas prácticas se halla en el Concejo abierto, institución patriarcal de rancio abolengo leonés, extendida por casi toda la provincia.."

En una casa de Ceredina se encuentran restos de un arco de capilla prerrománica, y en la casona de Bildeo, restos de una capilla con pila integrados en el edificio de piedra.

## Economía
- La ganadería ha sido la actividad principal y tradicional, en fuerte declive durante el siglo pasado. Su perspectiva trashumante, ha quedado en algo testimonial.[6]

- Existe una fábrica de embutidos. La alimentación básica de Babia ha girado históricamente en torno al cerdo y sus derivados: carne curada, tocino, chorizo y morcilla.

## Rutas
- Senderismo al Pico Mortigüeiro

- Ruta circular BTT (San Félix - Torrestío - Lagos de Saliencia - Collado Sobre el Agua - La Cueta - San Félix)

- Ruta pueblos BTT (San Félix - Cabrillanes - Piedrafita - Quintanilla - Peñalba - Mena - San Félix)